# Karl Korte (Komponist)
Karl Korte (* 25. August 1928 in Ossining; † 27. März 2022 in Dobbs Ferry) war ein US-amerikanischer Komponist und Musikpädagoge.

## Leben
Korte war der Sohn eines Bildhauers. Er wuchs in Englewood auf und spielte in seiner Jugend als Jazz- und Popmusiker Trompete in verschiedenen Bands und Orchestern. Während seines Militärdienstes war er Trompeter in der First Army Band. Danach studierte er an der Juilliard School bei Peter Mennin, William Bergsma und Vincent Persichetti, später wurden auch Goffredo Petrassi, Otto Luening und Aaron Copland seine Lehrer. Bis zu seiner Emeritierung 1997 unterrichtete er an der University of Texas at Austin, danach hatte er noch bis 2000 eine Gastprofessur am Williams College inne.
Das umfangreiche kompositorische Werk Kortes umfasst die Genres von der Kammermusik bis zum sinfonischen Werk und Vokalmusik vom umfangreichen Oratorium bis zum Lied mit Klavierbegleitung. Neben akustischen Kompositionen schrieb er auch viele Werke für elektronische Medien. Er wurde in das  Young Composer's in Residence Program der Ford Foundation aufgenommen, erhielt Guggenheim-Stipendien und Fulbright-Stipendien für Aufenthalte in Italien und Neuseeland sowie Stipendien des National Endowment for the Arts, gewann eine Goldmedaille bei der Queen Elizabeth International Composition Competition und einen Ersten Preis bei der Missouri Contemporary Music Competition. Weitere Auszeichnung erhielt er u. a. von der National Flute Association und vom Tampa Bay Composer's Forum.

## Werke
- String Quartet No. 1 (1951?)
- Concertato on a Choral Theme für Blechbläser, Pauken und Streichorchester, (1955)
- Three Miniatures für Klavier (1958)
- Fantasy für Violine und Klavier (1958)
- For a Young Audience für Orchester (1959)
- Quintet für Oboe und Streichquartett (1960)
- Symphony No. 2 für Otchester (1961)
- Four Blake Songs für Frauenchor und Klavier (1961)
- Ceremonial Prelude and Passacaglia, band für Band (1962)
- Nocturne and March, from the Blue Ridge für Band (1962)
- Southwest, a dance overture für Orchester (1962)
- Four and Eight für Holzbläserquintett (1962)
- Song and Dance für doppeltes Streichorchester (1963)
- Prairie Song für Trompete und Band (1963)
- Introductions für Blechbläserquintett (1962)
- Mass for Youth für Chor und Orchester oder Klavier oder Orgel (1963)
- Missa St. Dominick für Chor und Orgel (1963?)
- Four Poems from Songs of Innocence fürdreistimmigen Frauenchor und Klavier, Text von William Blake (1964)
- Sing to the Lord a New Song für Chor (1965)
- Sing Praises to the Lord für Chor (1965?)
- Rats! für zweistimmigen Kinderchor, Klavier und Perkussion, Text von Robert Browning (1966)
- String Quartet No. 2 (1966)
- Matrix-7 für Holzbläserquintett, Klavier und Perkussion (1967)
- Symphony No. 3 für Orchester (1968)
- May the Sun Bless Us, vier Lieder für Männerstimme, Klavier und Perkussion, Text von Rabindranath Tagore (1968)
- Songs of Wen I -To, drei Lieder für hohe Stimme und Klavier (1968)
- Aspects of Love, acht Lieder für Chor und Klavier (1968)
- Sappho Says für Mezzosopran, Frauenchor, Flöte und Klavier (1968)
- Dialogue für Altsaxophon und Tonband (1969)
- Carols New Fashioned, zwei Lieder für Chor und Klavier, Gitarre oder Harfe ad lib (1969)
- Gestures für elektrische Bläser solo, Soloperkussion, Klavier und Band (1970)
- Psalm XIII für Chor und Tonband (1970)
- Facets für Saxophonquartett (1970)
- Rondino für Oboe und Violine (1971)
- I think you would have understood für Trompete, Jazzensemble und Tonband (1971)
- Remembrances für Flöte, Altflöte oder Piccoloflöte (1971)
- Pale Is This Good Prince, Oratorium für Sopran, Erzähler, Chor, zwei Klaviere und vier Perkussionisten - in memory of Jean Casadesus (1973)
- The Time Is Now für Sopran, Alt, Tenor, Bass und elektrische Gitarre (1973)
- Symmetrics für Saxophon und vier Perkussionisten (1973)
- Libera me für Chor und Orchester (1974)
- Of Time and Season Kantate für Vokalsolisten, Chor, Marimba und Klavier (1975)
- Trio für Violine, Cello und Klavier (1976)
- Fibers für Bläserensemble (1977)
- Concerto für Klavier und Bläser (1977)
- Concertino für Bassposaune, Bläser und Perkussion (1978)
- Music for a New Christmas, fünf Lieder für gemischte hohe Stimmen und Blechbläser oder Keyboard (1982)
- Music for a New Easter, fünf Lieder für gemischte hohe Stimmen und Blechbläser oder Keyboard (1982)
- The Whistling Wind für Mezzosopran und Tonband/CD, Text von Wang Xiaoni (1982)
- Double Concerto für Flöte, Kontrabass und Tonband (1983, 1984)
- Voci für Violine, Klarinette und Klavier (1984)
- Demiola für Fagott und Tonband/CD (1984)
- Te Maori, sechs Etüden für Soloklarinette und Tonband mit Aufnahmen von Rufen neuseeländischer Vögel (1985)
- Five New Zealand Songs für mittlere Stimme und Klavier (1988)
- Evocation and Dance für Posaune und Tonband (1988)
- Colloquy für Flöte, Bass- oder Piccoloflöte und Tonband/CD (1988)
- Epigrams, 12 Stücke für Klavier (1989)
- Three Psalm Settings für Chor, Psalm 57, 66 und 69 (1989)
- Homage - Bud Powell für Klavier und Tonband/CD (1989)
- Texarkana Theme and Variations on a Texas Folksong, wind ensemble für Bläserensemble (1991)
- Meeting the Enemy für Tonband (1993)
- Birds of Aotearoa für Tonband (1993)
- Extensions für Soloperkussion und Tonband/CD (1994)
- The Freda Variations für Holzbläserquintett (1997)
- Wired Dance für Klavier und Tonband/CD (1998)
- Viola Dance für Viola und Klavier (2000)
- Distant Pentachords für Flöte, Altflöte, Windspiele und digitale Klänge (2000)
- Four Songs of Experience für Frauenstimmen, Frauenchor und Klavier, Text von William Blake (2001)
- Holy Thursday für Chor und Klavier, Text von William Blake (2001)
- Three Blake Songs für hohe Stimme und Klavier (2001)
- SHIKI (The Four Seasons) für gemischten vierstimmigen Chor oder dreistimmigen Frauenchor, Solisten und Tonbands (2002)
- Two Makams für Violine und Gitarre (2003)
- Evocations, a Trio, drei Stücke für Violine, Cello und Gitarre (2004)
- Revisitation, Fantasie für Trompete und Orgel (2004)
- Viola Redux für Viola und Klavier (2006)
- Virtual Voices für Violine, Gitarre und digitale Klänge (2007)